# Martin Bannet
Martin Bannet (11 oktober 1940) is een voormalig Nederlands voetbalscheidsrechter die van 1983 tot 1987 in de Eredivisie floot. In 1988 nam hij afscheid van het betaald voetbal omdat hij de leeftijdsgrens had bereikt.